# (468342) 2016 ER73
(468342) 2016 ER73 es un asteroide perteneciente al cinturón de asteroides, descubierto el 30 de noviembre de 2008 por el equipo Spacewatch desde el Observatorio Nacional de Kitt Peak (Arizona, Estados Unidos).